# Erik XIV.
Erik XIV. (Stockholm, 13. prosinca 1533. – Örbyhus kraj Uppsale, 26. veljače 1577.), švedski kralj od 1560. do 1568. godine iz dinastije Vasa. Ojačao je moć monarhije i vodio agresivnu vanjsku politiku koja je dovela do rata protiv Danske (1563. – 1570.). S vremenom je počeo sve više pokazivati znakove duševne bolesti, zbog čega je naposljetku svrgnut s prijestolja.

## Životopis
Rodio se kao najstariji sin švedskog kralja Gustava I. Vase i Katarine Sasko-Lauenburške. Važnije državne ovlasti preuzeo je 1555. – 1556. godine, kada je upravljao Švedskom kao regent, za vrijeme odsutnosti svoga oca koji je bio angažiran u ratu protiv Rusa. Godine 1557. otac ga je imenovao knezom i predao mu je na upravu nekoliko provincija s Kalmarom kao prijestolnicom.
Dana 29. rujna 1560. godine postao je novim kraljem Švedske. Uskoro je počeo pokazivati prve znakove psihološke nestabilnost i s vremenom se počeo bojati da će ga neki drugi pripadnik švedskog plemstva zbaciti s vlasti, zbog čega se našao u opoziciji prema plemstvu, pa se sukobio i sa svojim polubratom, budućim kraljem Ivanom III.
Dugo je vremena pokušavao privoliti na brak buduću englesku kraljicu Elizabetu I., a bio je jednako neuspješan u bračnim ponudama koje je uputio drugim europskim plemkinjama, poput škotske kraljice Marije Stuart, Ane Saksonske, Kristine od Hessea itd. Naposljetku se oženio 1567. godine sa švedskom pučankom Karin Månsdotter (1550. – 1612.) s kojom je dobio kćer Sigrid i sina Gustava. Švedsko plemstvo je bilo ozlojađeno njegovom odlukom da oženi pučanku, što je kod Erika razvilo dodatnu paranoju i osjećaj nesigurnosti.
Na vanjskopolitičkom planu, pokušao je osloboditi Baltičko more od danskog trgovačkog utjecaja, zbog čega je 1561. godine osvojio Estoniju. To je navelo danskog i norveškog kralja Fridrika II. da ostvari savez s Lübeckom i Poljskom i proglasi rat Švedskoj 1563. godine. Zbog straha od moguće urote, Erik je dao ubiti vodeće članove moćne obitelji Sture, a ujedno je utamničio svog polubrata Ivana koji se oženio kćerkom poljskog kralja Sigismunda II. Augusta, s kojim je Erik bio u ratnom sukobu. Dodatne tenzije između kralja i plemstva izazvala je njegova odluka da okruni svoju suprugu pučanku za kraljicu.
Godinee 1567. oslobođen je Erikov polubrat Ivan, koji se udružio sa svojim bratom Karlom i sljedeće godine uspio svrgnuti Erika s prijestolja i zatvoriti ga u tamnicu, gdje je otrovan 1577. godine.

## Vanjske poveznice
- Erik XIV. Hrvatska enciklopedija

| Erik XIV. Dinastija VasaRođ. 13. prosinca 1533. Umr. 26. veljače 1577. |                           |                           |
| Vladarske titule                                                       |                           |                           |
| prethodnik Gustav I. Vasa                                              | švedski kralj 1560.–1568. | nasljednik Ivan III. Vasa |